# Otto Franke (Politiker)
Otto Franke (* 15. September 1877 in Rixdorf; † 12. Dezember 1953 in Ost-Berlin) war ein deutscher Politiker.

## Leben
Otto Franke entstammte einer sehr politischen Familie. Sein Vater war Sozialdemokrat und hatte sich mit vielen anderen seiner Kollegen aktiv gegen das erlassene "Sozialistengesetz" zur Wehr gesetzt. Seine Kinder erzog er im Geist sozialer Gerechtigkeit, der gegenseitigen Achtung und solidarischer Unterstützung.
Nach dem Besuch der Volksschule von 1891 bis 1894 absolvierte Otto Franke eine Maschinenbauerlehre. Parallel zur Lehre besuchte er Sonntags- und Abendkurse, da er selbst an einem breiten Wissen und eigener politischer Haltung interessiert war. Während seiner Lehrzeit trat Franke 1892 der SPD und dem Deutschen Metallarbeiter-Verband bei. Von Beginn an war er ein sehr aktives Gewerkschaftsmitglied. Im Jahr 1898 gehörte er zu den Mitbegründern des Deutschen Transportarbeiter-Verbandes. Zwischen 1901 und 1907 war Franke Berliner Bezirksleiter dieser Organisation der Arbeiterschaft, bei dem er ab 1907 als Angestellter beschäftigt war. Nach Ausbruch des Ersten Weltkrieges wurde er ein entschiedener Gegner der sogenannten Burgfriedenspolitik und kam so mit Mitgliedern der Spartakusgruppe in Kontakt. Von Kriegsbeginn an setzte er sich in den ihm verfügbaren Gremien für die Beendigung dieses gegenseitigen Völkermordes ein. Da sich für ihn und seine Kollegen aber die politischen Betätigungsmöglichkeiten spürbar einengten, lernte er frühzeitig Formen der illegalen Fortsetzung und Artikulierung seines politischen Willens kennen. Ein wichtiges Szenario wurde dabei für ihn, den Schutz von Versammlungen der Arbeiterschaft gegen die Willkür der Polizei sicherzustellen und Propagandamaterial gegen den Krieg unter den Soldaten sowie den Beschäftigten in den Rüstungsbetrieben zu vertreiben.
Franke organisierte zusammen mit Karl Liebknecht die große Antikriegsdemonstration vom 1. Mai 1916 auf dem Potsdamer Platz in Berlin. Daraufhin im Juni 1916 verhaftet wurde er nach fünf Monaten Haft in Berlin-Moabit an die Ostfront geschickt. An seinem Einsatzort Baranawitschy setzte sich Franke alsbald für die Bildung von Soldatenräten ein. Im Herbst 1917 desertierte er und schlug sich nach Berlin durch, wo er zunächst illegal lebte. Franke organisierte im Januar 1918 den Streik der Berliner Rüstungsarbeiter mit und baute den Transport- und Kurierdienst der Spartakusgruppe auf. Vom Oktober 1918 an bis zu dessen Tod war er der engste Mitarbeiter Karl Liebknechts und für dessen persönliche Sicherheit verantwortlich. Zusätzlich wirkte er während der Revolutionstage als Mitglied des Berliner Arbeiter- und Soldatenrates. Franke nahm am Gründungsparteitag der KPD teil und wurde als Mitglied des Zentralbüros gewählt. Das ihm hier übertragene Ressort sollte vor allem den Schutz der Partei gewährleisten.
Innerhalb der Regionalstruktur der KPD nahm er zusätzlich die Position des leitenden Sekretär der ersten Berliner KPD-Bezirksleitung ein. Daher war er am Aufbau der Berliner KPD-Organisation maßgeblich beteiligt. 1921 wurde Franke nach Sachsen delegiert und übernahm dort die Leitung des KPD-Bezirks Ostsachsen. Im August 1923 siedelte er nach Moskau über und vertrat dort beim EKKI die Informationsabteilung für Deutschland. Im Mai 1924 kehrte er nach Berlin zurück, wo er kurz darauf verhaftet wurde. Franke gelang jedoch im Oktober 1925 die Flucht in die Sowjetunion. Im Rahmen der Hindenburg-Amnestie von 1928 konnte er wieder nach Deutschland zurückkehren. Franke wurde die Leitung der Zentralbibliothek und des Archivs des ZK der KPD übertragen. Anfang 1933 gehörte er zu den Mitorganisatoren der illegalen ZK-Tagung im Sporthaus Ziegenhals. Im Juli 1933 wurde Franke verhaftet und in den Konzentrationslagern Oranienburg, Sonnenburg und Lichtenburg inhaftiert. Aus diesem im Oktober 1936 freigelassen, fand er Arbeit im Autobahnbau. Im November 1937 erneut verhaftet, emigrierte Franke nach seiner Entlassung im Januar 1938 nach Prag. Dort wurde er für Kaderschulungen eingesetzt. Nach dem Einmarsch deutscher Truppen im März 1939 musste Franke erneut emigrieren, nun verschlug es ihn nach London. Im Juni 1940 als „feindlicher Ausländer“ interniert, wurde Franke im März 1941 krankheitsbedingt entlassen.

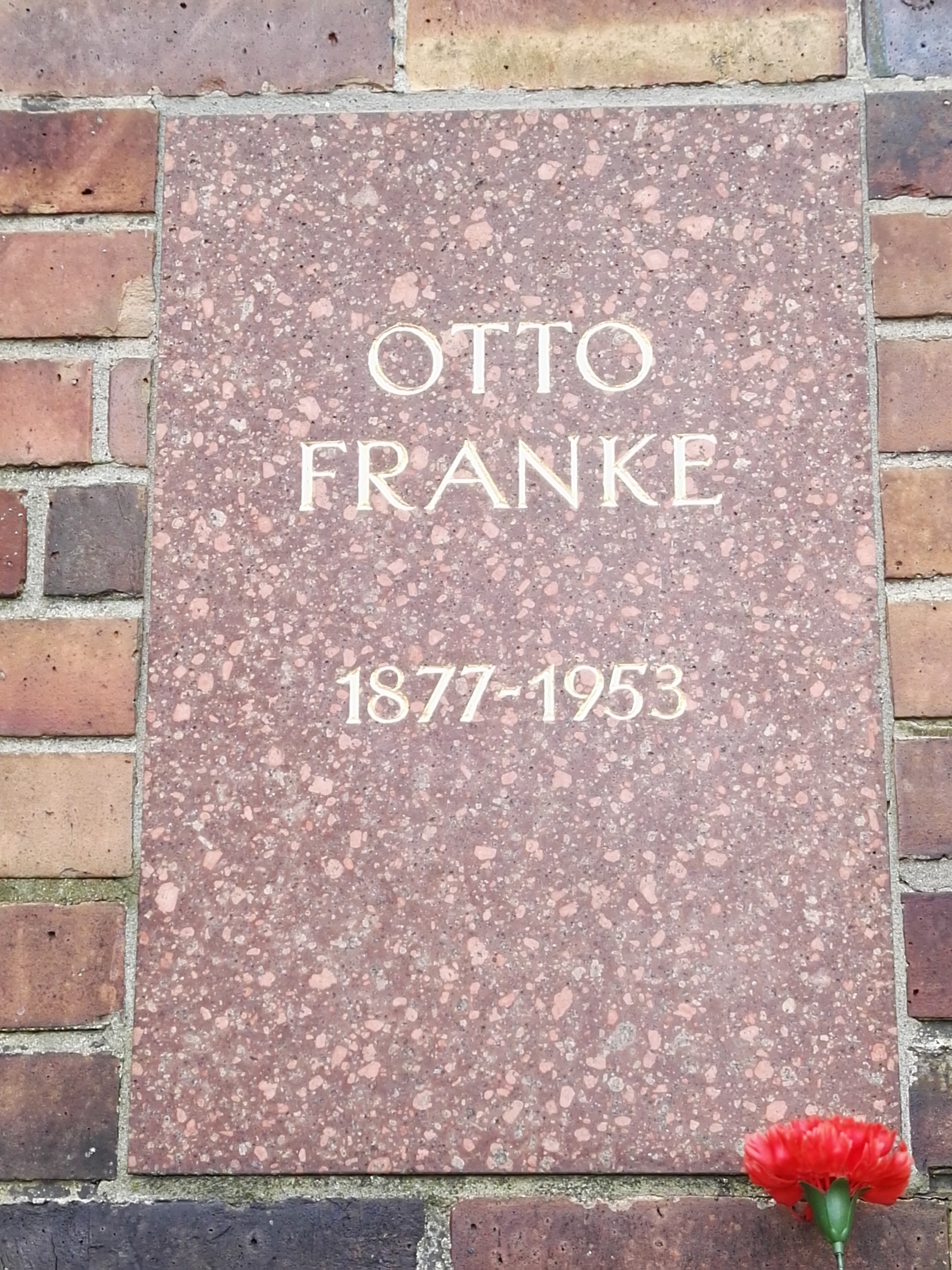
Grabstätte

Erst am 14. September 1946 kehrte Franke nach Berlin zurück. Er wurde Mitglied der SED und bekam eine Anstellung an der Parteihochschule Karl Marx in Liebenwalde. Als Veteran der Arbeiterbewegung bekam Franke kurz vor seinem Tod noch als einer der ersten Träger den Karl-Marx-Orden verliehen. Seine Urne wurde in der Gedenkstätte der Sozialisten auf dem Zentralfriedhof Friedrichsfelde in Berlin-Lichtenberg beigesetzt.

## Ehrungen
- 1953 Karl-Marx-Orden
- 1964–1993 Umbenennung des Dresdner Bünauplatzes und der Bünaustraße in Otto-Franke-Platz und Otto-Franke-Straße
- 1985–? Die 138. Polytechnische Oberschule im Neubaugebiet Dresden Gorbitz trug den Namen Otto Franke.
- Benennung des Otto-Franke-Stadions des Phoenix Wildau in Wildau zu seinen Ehren[1]